# Kołtyniany (Lipiec)
Kołtyniany (niem. Kolteney) – część wsi Lipiec w Polsce, położona w województwie pomorskim, w powiecie sztumskim, w gminie Stary Dzierzgoń, nad rzeką Dzierzgoń. Wchodzi w skład sołectwa Lipiec.
W latach 1975–1998 Kołtyniany administracyjnie należały do województwa elbląskiego.
Kołtyniany wzmiankowane są w dokumentach z roku 1285, jako wieś pruska (później jako wieś szlachecka) na 11 włókach. Pierwotna nazwa Coltenyn. W roku 1782 we wsi odnotowano 9 domów (dymów), natomiast w 1858 w 12 gospodarstwach domowych było 86 mieszkańców. W latach 1937–39 było 425 mieszkańców. W roku 1973 jako kolonia Kołtyniany należały do powiatu morąskiego, gmina Stary Dzierzgoń, poczta Myślice.